# Hans Trepte
Hans Trepte (* 2. August 1887 in Schwandorf; † 22. Mai 1960 in Landshut) war ein deutscher Politiker der CSU.

## Leben und Beruf
Trepte besuchte die Volksschule, das Gymnasium und das Technikum. Von 1912 bis 1918 war er als Werkmeister und danach als Betriebsleiter tätig. Von 1919 bis 1925 leitete er die Geschäftsstelle des deutschen Werkmeisterverbandes für die Pfalz, das Saargebiet und Rheinhessen, daneben war er sozialpolitischer Mitarbeiter der Deutschen Werkmeister-Zeitung. 1923 übernahm er die Leitung des Arbeitsamtes in Neustadt/Haardt. 1929 wechselte er in dieser Funktion zum Arbeitsamt in Ludwigshafen am Rhein und wurde zum Oberinspektor ernannt. Im Zuge der Machtübernahme durch die NSDAP wurde Trepte 1933 fristlos entlassen und verlor auch seine Pension, wodurch er die Pfalz verließ und nach Landshut zog. 1935 wurde er zum Generalbevollmächtigten für Graf Spreti auf Schloss Kapfing berufen, ab 1939 war er als Bücherrevisor und Steuerhelfer tätig. Am 1. Juni 1945 kehrte er in seine frühere Tätigkeit des Arbeitsamtsleiters zurück, nunmehr beim Arbeitsamt in Landshut.

## Politik
Bei der Landtagswahl 1946 wurde Trepte in den ersten Bayerischen Landtag der Nachkriegszeit gewählt, dem er eine Wahlperiode lang bis 1950 angehörte. Im Parlament war er stellvertretender Vorsitzender des Ausschusses Bayern Pfalz.